# يوم المتاريس

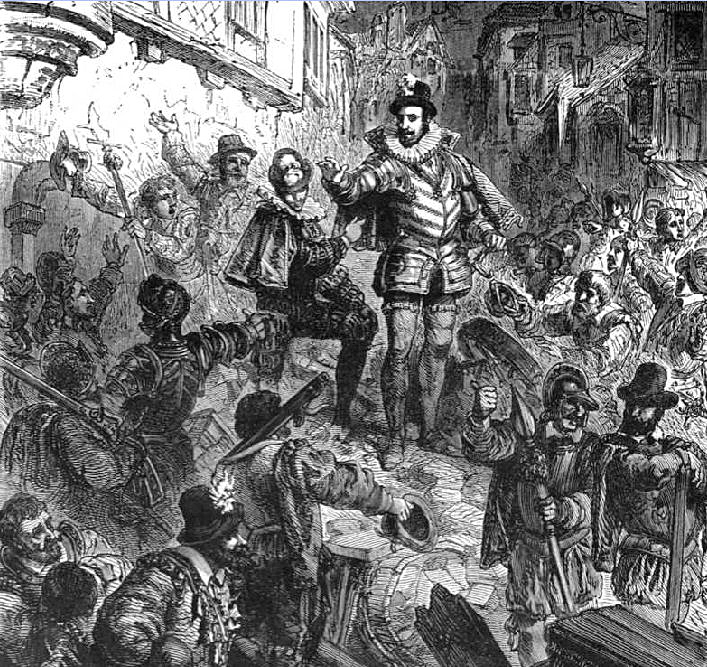
دوق غيز خلال يوم المتاريس، بريشة بول لوغر، القرن 19.

يوم المتاريس (بالفرنسية: Journée des Barricades) كان انتفاضة وقعت في 12 مايو 1588 في باريس أثناء حروب فرنسا الدينية، حيث انتفض سكان المدينة ضد الملك هنري الثالث، مدفوعين بالدعوة المناهضة للبروتستانت التي قادها هنري، دوق غيز وزعماء الرابطة الكاثوليكية.
كان التوتر يتصاعد منذ سنوات بين أنصار الملك وأنصار الرابطة الكاثوليكية، التي رأت أن الملك متساهل للغاية مع البروتستانت، وفي مايو 1588 دخل دوق غيز باريس رغم أمر الملك بمنعه، واستقبله السكان بحماس. وعندما حاول الملك فرض السيطرة من خلال نشر القوات الملكية، قام السكان ببناء المتاريس في الشوارع، مما أدّى إلى اندلاع انتفاضة واسعة النطاق، انتهت بانسحاب الملك من باريس نحو شارتر.
أظهرت هذه الانتفاضة ضعف سلطة هنري الثالث وأجبرته بعد ذلك على القبول بعدة شروط من الرابطة الكاثوليكية، ولكن بعد أشهر فخلال ديسمبر من نفس السنة، أمر الملك باغتيال دوق غيز في قلعة بلوا، وفي اليوم التالي اغتيل شقيقه الكاردينال لويس.